# Campeonato Mundial de Endurance da FIA
O Campeonato Mundial de Endurance da FIA, (em inglês: FIA World Endurance Championship), é uma competição automobilística internacional organizado pela Federação Internacional de Automobilismo e pelo Automobile Club de l'Ouest. O WEC, como também é conhecida, é destinada aos protótipos esportivos e carros de turismo. Sua temporada inaugural ocorreu em 2012. A mesma designação já havia sido utilizada pela FIA entre 1981 e 1985.
Existem 4 categorias: Hypercar (LMH e LMDh) e LMP2, reservadas a protótipos, e corridas de GT divididas entre equipas com apenas pilotos profissionais (GTE-Pro) e equipas com pilotos amadores e profissionais (GTE-Am).

## História
O Campeonato Mundial de Endurance foi realizado pela primeira vez em 2012 como substituto da Intercontinental Le Mans Cup, seguindo muito do mesmo formato e apresentando oito corridas de resistência em todo o mundo, incluindo as 24 Horas de Le Mans. Havia quatro categorias: protótipos LMP1 e LMP2 junto com GTE (grand turismo), divididos em GTE Pro para equipas com pilotos profissionais e GTE Am para equipas com uma mistura de pilotos amadores.
Diante do declínio do interesse dos fabricantes na classe LMP1 após a temporada de 2017, a FIA encomendou um estudo sobre os futuros regulamentos da categoria principal do campeonato. Conhecido como Le Mans Hypercar (LMH), a proposta exigia um afastamento das entradas do protótipo de Le Mans e menos dependência de tecnologias híbridas. A proposta foi projetada para tornar o campeonato mais atraente para os fabricantes de automóveis, e citou modelos emblemáticos como o Aston Martin Vulcan e o McLaren Senna GTR como exemplos dos carros que os novos regulamentos esperavam atrair. A classe Hypercar apareceu pela primeira vez na temporada de 2021, com equipas da Alpine, Glickenhaus e Toyota. A partir de 2022, todos os protótipos LMDh também poderão competir na categoria Hypercar ao lado da LMH..
A partir de 2024, as classes GTE Pro e GTE Am serão substituídas por uma categoria baseada em GT3. De acordo com o presidente da Comissão de Endurance da FIA, Richard Mille, a FIA visa uma categoria focada no cliente, onde os fabricantes não podem entrar oficialmente.

## Sistema de pontuação
O Mundial de Endurance segue o padrão adotado pela FIA, baseado na Fórmula 1, com a única diferença de que na categoria principal da FIA, somente até o 10º colocado recebe pontuação. A pontuação das 24 Horas de Le Mans é dobrada. 
| Colocação       | Pontuação |
| --------------- | --------- |
| 1º colocado     | 25 pontos |
| 2º colocado     | 18        |
| 3º colocado     | 15        |
| 4º colocado     | 12        |
| 5º colocado     | 10        |
| 6º colocado     | 8         |
| 7º colocado     | 6         |
| 8º colocado     | 4         |
| 9º colocado     | 2         |
| 10º colocado    | 1         |
| a partir do 11º | 0,5       |

## Circuitos e provas
| Prova                                              | 2012              | 2013              | 2014              | 2015              | 2016              | 2017              | 2018-2019         | 2019-2020                                   | 2021                                        | 2022                                        | 2023                                        | 2024                                        | 2025                                        | Nº |
| -------------------------------------------------- | ----------------- | ----------------- | ----------------- | ----------------- | ----------------- | ----------------- | ----------------- | ------------------------------------------- | ------------------------------------------- | ------------------------------------------- | ------------------------------------------- | ------------------------------------------- | ------------------------------------------- | -- |
| 24 Horas de Le Mans                                |                   |                   |                   |                   |                   |                   |                   |                                             |                                             |                                             |                                             |                                             |                                             | 14 |
| 6 Horas de Spa-Francorchamps                       |                   |                   |                   |                   |                   |                   |                   |                                             |                                             |                                             |                                             |                                             |                                             | 14 |
| 6 H/8 Horas do Bahrain                             |                   |                   |                   |                   |                   |                   |                   |                                             |                                             |                                             |                                             |                                             |                                             | 14 |
| 6 Horas de Fuji                                    |                   |                   |                   |                   |                   |                   |                   |                                             |                                             |                                             |                                             |                                             |                                             | 12 |
| 6 H/4 Horas de Xangai                              |                   |                   |                   |                   |                   |                   |                   |                                             |                                             |                                             |                                             |                                             |                                             | 8  |
| 6 H/4 Horas de Silverstone                         |                   |                   |                   |                   |                   |                   |                   |                                             |                                             |                                             |                                             |                                             |                                             | 8  |
| 6 Horas do Circuito das Américas                   |                   |                   |                   |                   |                   |                   |                   |                                             |                                             |                                             |                                             |                                             |                                             | 8  |
| 6 Horas de São Paulo                               |                   |                   |                   |                   |                   |                   |                   |                                             |                                             |                                             |                                             |                                             |                                             | 5  |
| 6 Horas de Nürburgring                             |                   |                   |                   |                   |                   |                   |                   |                                             |                                             |                                             |                                             |                                             |                                             | 3  |
| 12H/1000 Milhas de Sebring                         |                   |                   |                   |                   |                   |                   |                   | [1]                                         | [1]                                         |                                             |                                             |                                             |                                             | 3  |
| 6 Horas de Monza                                   |                   |                   |                   |                   |                   |                   |                   |                                             |                                             |                                             |                                             |                                             |                                             | 3  |
| 6 Horas do México                                  |                   |                   |                   |                   |                   |                   |                   |                                             |                                             |                                             |                                             |                                             |                                             | 2  |
| 8 H/6 Horas de Portimão                            |                   |                   |                   |                   |                   |                   |                   |                                             |                                             |                                             |                                             |                                             |                                             | 2  |
| 1812 km do Qatar                                   |                   |                   |                   |                   |                   |                   |                   |                                             |                                             |                                             |                                             |                                             |                                             | 1  |
| 6 Horas de Imola                                   |                   |                   |                   |                   |                   |                   |                   |                                             |                                             |                                             |                                             |                                             |                                             | 1  |
|                                                    |                   |                   |                   |                   |                   |                   |                   |                                             |                                             |                                             |                                             |                                             |                                             |    |
| Legenda :                                          | Provas disputadas | Provas disputadas | Provas disputadas | Provas disputadas | Provas disputadas | Provas disputadas | Provas disputadas | Provas disputadas duas vezes na mesma época | Provas disputadas duas vezes na mesma época | Provas disputadas duas vezes na mesma época | Provas disputadas duas vezes na mesma época | Provas disputadas duas vezes na mesma época | Provas disputadas duas vezes na mesma época |    |
|                                                    |                   |                   |                   |                   |                   |                   |                   |                                             |                                             |                                             |                                             |                                             |                                             |    |
| 1 Provas canceladas devido à pandemia de Covid-19. |                   |                   |                   |                   |                   |                   |                   |                                             |                                             |                                             |                                             |                                             |                                             |    |

## Participantes

### LMP1 e LMH/LMDh
| Constructor               | Constructor    | 2012                         | 2013               | 2014               | 2015               | 2016         | 2017         | 2018-2019    | 2019-2020    | 2021         | 2022         | 2023           | 2024         | 2025             |
| ------------------------- | -------------- | ---------------------------- | ------------------ | ------------------ | ------------------ | ------------ | ------------ | ------------ | ------------ | ------------ | ------------ | -------------- | ------------ | ---------------- |
| Toyota                    | Japão          | TS030 Hybrid                 | TS030 Hybrid       | TS040 Hybrid       | TS040 Hybrid       | TS050 Hybrid | TS050 Hybrid | TS050 Hybrid | TS050 Hybrid | GR010 Hybrid | GR010 Hybrid | GR010 Hybrid   | GR010 Hybrid | GR010 Hybrid     |
| Rebellion                 | Suíça          | B12/60                       | B12/60             | R-One              | R-One              | R-One        |              | R13          | R13          |              |              |                |              |                  |
| Audi                      | Alemanha       | R18 TDI/ultra/e-tron quattro | R18 e-tron quattro | R18 e-tron quattro | R18 e-tron quattro | R18          |              |              |              |              |              |                |              |                  |
| Acura                     | Japão          | HPD ARX-03                   | HPD ARX-03         |                    |                    |              |              |              |              |              |              |                |              |                  |
| Pescarolo                 | França         | Pescarolo 01 Pescarolo 03    |                    |                    |                    |              |              |              |              |              |              |                |              |                  |
| ByKolles Racing / Vanwall | /              |                              |                    | CLM P1/01          | CLM P1/01          | CLM P1/01    | CLM P1/01    | CLM P1/01    |              |              |              | Vandervell 680 |              |                  |
| Porsche                   | Alemanha       |                              |                    | 919 Hybrid         | 919 Hybrid         | 919 Hybrid   | 919 Hybrid   |              |              |              |              | Porsche 963    | Porsche 963  | Porsche 963      |
| Nissan                    | Japão          |                              |                    | GT-R LM Nismo      |                    |              |              |              |              |              |              |                |              |                  |
| Ginetta                   | Reino Unido    |                              |                    |                    |                    |              |              | G60-LT-P1    | G60-LT-P1    |              |              |                |              |                  |
| BR Engineering            | Rússia         |                              |                    |                    |                    |              |              | BR1          |              |              |              |                |              |                  |
| Alpine                    | França         |                              |                    |                    |                    |              |              |              |              | A480         | A480         |                | A424         | A424             |
| Glickenhaus               | Estados Unidos |                              |                    |                    |                    |              |              |              |              | 007 LMH      | 007 LMH      | 007 LMH        |              |                  |
| Peugeot                   | França         |                              |                    |                    |                    |              |              |              |              |              | 9X8          | 9X8            | 9X8          | 9X8              |
| Ferrari                   | Itália         |                              |                    |                    |                    |              |              |              |              |              |              | 499P           | 499P         | 499P             |
| Cadillac                  | Estados Unidos |                              |                    |                    |                    |              |              |              |              |              |              | V-Series.R     | V-Series.R   | V-Series.R       |
| Lamborghini               | Itália         |                              |                    |                    |                    |              |              |              |              |              |              |                | SC63         |                  |
| BMW Motorsport            | Alemanha       |                              |                    |                    |                    |              |              |              |              |              |              |                | M Hybrid V8  | M Hybrid V8      |
| Isotta Fraschini          | Itália         |                              |                    |                    |                    |              |              |              |              |              |              |                | Tipo 6 LMH-C |                  |
| Aston Martin              | Reino Unido    |                              |                    |                    |                    |              |              |              |              |              |              |                |              | Valkyrie AMR Pro |

### LMGTE
| Constructor  | Constructor    | 2012              | 2013           | 2014           | 2015           | 2016          | 2017          | 2018-2019     | 2019-2020     | 2021          | 2022          |
| ------------ | -------------- | ----------------- | -------------- | -------------- | -------------- | ------------- | ------------- | ------------- | ------------- | ------------- | ------------- |
| Ferrari      | Itália         | 458 Italia GT2    | 458 Italia GT2 | 458 Italia GT2 | 458 Italia GT2 | 488 GTE       | 488 GTE       | 488 GTE       | 488 GTE Evo   | 488 GTE Evo   | 488 GTE Evo   |
| Porsche      | Alemanha       | 911 GT3 RSR (997) | 911 RSR (991)  | 911 RSR (991)  | 911 RSR (991)  | 911 RSR (991) | 911 RSR       | 911 RSR       | 911 RSR-19    | 911 RSR-19    | 911 RSR-19    |
| Aston Martin | Reino Unido    | Vantage GTE       | Vantage GTE    | Vantage GTE    | Vantage GTE    | Vantage GTE   | Vantage GTE   | Vantage AMR   | Vantage AMR   |               |               |
| Ford         | Estados Unidos |                   |                |                |                | GT (GTE)      | GT (GTE)      | GT (GTE)      |               |               |               |
| BMW          | Alemanha       |                   |                |                |                |               |               | M8 GTE        |               |               |               |
| Chevrolet    | Estados Unidos | Corvette C6.R     | Corvette C6.R  | Corvette C7.R  | Corvette C7.R  | Corvette C7.R | Corvette C7.R | Corvette C7.R | Corvette C8.R | Corvette C8.R | Corvette C8.R |
| SRT          | Estados Unidos |                   | Viper GTS-R    |                |                |               |               |               |               |               |               |

### LMGT3
A partir de 2024, os carros da categoria LMGTE foram substituídos por carros da categoria GT3. Esta categoria é mais barata e os carros só podem ser inscritos por equipas privadas.
| Construtor   | Construtor     | 2024               | 2025               |
| ------------ | -------------- | ------------------ | ------------------ |
| Aston Martin | Reino Unido    | Vantage AMR GT3    | Vantage AMR GT3    |
| BMW          | Alemanha       | M4 GT3             | M4 GT3             |
| Chevrolet    | Estados Unidos | Corvette Z06 GT3.R | Corvette Z06 GT3.R |
| Ferrari      | Itália         | 296 GT3            | 296 GT3            |
| Ford         | Estados Unidos | Mustang GT3        | Mustang GT3        |
| Lamborghini  | Itália         | Huracan GT3 EVO2   |                    |
| Lexus        | Japão          | RC F GT3           | RC F GT3           |
| McLaren      | Reino Unido    | 720S GT3 Evo       | 720S GT3 Evo       |
| Porsche      | Alemanha       | 911 GT3 R          | 911 GT3 R          |
| Mercedes-AMG | Alemanha       |                    | AMG GT3            |

## Campeões

### EraLMP1(2012-2020)
| Época   | Campeão                  | LMP1                                            | LMP2                                                | LMGTE Pro                                      | LMGTE Am                                         |
| ------- | ------------------------ | ----------------------------------------------- | --------------------------------------------------- | ---------------------------------------------- | ------------------------------------------------ |
| 2012    | Pilotos                  | André Lotterer Benoît Tréluyer Marcel Fässler   | André Lotterer Benoît Tréluyer Marcel Fässler       | André Lotterer Benoît Tréluyer Marcel Fässler  | André Lotterer Benoît Tréluyer Marcel Fässler    |
| 2012    | Equipas privadas (Carro) | Rebellion Racing (Lola B12/60)                  | Starworks Motorsport (HPD ARX-03b)                  | AF Corse (Ferrari 458 Italia GT2)              | Larbre Compétition (Chevrolet Corvette C6.R)     |
| 2012    | Construtores             | Audi                                            | Audi                                                | Ferrari                                        | Ferrari                                          |
|         |                          |                                                 |                                                     |                                                |                                                  |
| 2013    | Pilotos                  | Allan McNish Tom Kristensen Loïc Duval          | Bertrand Baguette Martin Plowman Ricardo González   | Gianmaria Bruni                                | Jamie Campbell-Walter Stuart Hall                |
| 2013    | Equipas privadas (Carro) | Rebellion Racing (Lola B12/60 Toyota)           | OAK Racing (Morgan LMP2 Nissan)                     | AF Corse (Ferrari 458 Italia GT2)              | 8Star Motorsports (Ferrari 458 Italia GT2)       |
| 2013    | Construtores             | Audi                                            | Audi                                                | Ferrari                                        | Ferrari                                          |
|         |                          |                                                 |                                                     |                                                |                                                  |
| 2014    | Pilotos                  | Antony Davidson Sébastien Buemi                 | Sergey Zlobin                                       | Gianmaria Bruni Toni Vilander                  | Kristian Poulsen David Heinemeier Hansson        |
| 2014    | Equipas privadas (Carro) | Rebellion Racing (Rebellion R-One Toyota)       | SMP Racing (Oreca 03R Nissan)                       | AF Corse (Ferrari 458 Italia GT2)              | Aston Martin Racing (Aston Martin Vantage GTE)   |
| 2014    | Construtores             | Toyota                                          | Toyota                                              | Ferrari                                        | Ferrari                                          |
|         |                          |                                                 |                                                     |                                                |                                                  |
| 2015    | Pilotos                  | Timo Bernhard Mark Webber Brendon Hartley       | Roman Rusinov Julien Canal Sam Bird                 | Richard Lietz                                  | Viktor Shaitar Aleksey Basov Andrea Bertolini    |
| 2015    | Equipas privadas (Carro) | Rebellion Racing (Rebellion R-One AER)          | G-Drive Racing (Ligier JS P2 Nissan)                | Porsche Team Manthey (Porsche 911 RSR)         | SMP Racing (Ferrari 458 Italia GT2)              |
| 2015    | Construtores             | Porsche                                         | Porsche                                             | Porsche                                        | Porsche                                          |
|         |                          |                                                 |                                                     |                                                |                                                  |
| 2016    | Pilotos                  | Marc Lieb Neel Jani Romain Dumas                | Gustavo Menezes Nicholas Lapierre Stéphane Richelmi | Nicki Thiim Marco Sørensen                     | Emmanuel Collard François Perrodo Rui Águas      |
| 2016    | Equipas privadas (Carro) | Rebellion Racing (Rebellion R-One AER)          | Signatech Alpine (Alpine A460 – Nissan)             | Aston Martin Racing (Aston Martin Vantage GTE) | AF Corse (Ferrari 458 Italia GT2)                |
| 2016    | Construtores             | Porsche                                         | Porsche                                             | Ferrari                                        | Ferrari                                          |
|         |                          |                                                 |                                                     |                                                |                                                  |
| 2017    | Pilotos                  | Timo Bernhard Brendon Hartley Earl Bamber       | Julien Canal Bruno Senna                            | James Calado Alessandro Pier Guidi             | Paul Dalla Lana Pedro Lamy Mathias Lauda         |
| 2017    | Equipas (Carro)          | não atribuído                                   | Vaillante Rebellion (Oreca 07 Gibson)               | AF Corse (Ferrari 488 Italia GTE)              | Aston Martin Racing (Aston Martin Vantage GTE)   |
| 2017    | Construtores             | Porsche                                         | Porsche                                             | Ferrari                                        | Ferrari                                          |
|         |                          |                                                 |                                                     |                                                |                                                  |
| 2018–19 | Pilotos                  | Sébastien Buemi Fernando Alonso Kazuki Nakajima | Nicolas Lapierre Pierre Thiriet André Negrão        | Michael Christensen Kévin Estre                | Jörg Bergmeister Patrick Lindsey Egidio Perfetti |
| 2018–19 | Equipas (Carro)          | Toyota Gazoo Racing Toyota TS050 Hybrid         | Signatech Alpine Matmut Alpine A470-Gibson          | Porsche Porsche 911 RSR                        | Team Project 1 Porsche 911 RSR                   |
|         |                          |                                                 |                                                     |                                                |                                                  |
| 2019–20 | Pilotos                  | Mike Conway Kamui Kobayashi José María López    | Filipe Albuquerque Phil Hanson Paul di Resta        | Nicki Thiim Marco Sørensen                     | Nicklas Nielsen Emanuel Collard François Perrodo |
| 2019–20 | Equipas (Carro)          | Toyota Gazoo Racing Toyota TS050 Hybrid         | United Autosports Oreca 07-Gibson                   | Aston Martin Aston Martin Vantage AMR          | AF Corse Ferrari 488 GTE Evo                     |

### Era Hypercar-LMH/LMDh(2021 até a atualidade)
| Época | Campeão         | Hypercar                                     | LMP2                                                 | LMGTE Pro                          | LMGTE Am                                        |
| ----- | --------------- | -------------------------------------------- | ---------------------------------------------------- | ---------------------------------- | ----------------------------------------------- |
| 2021  | Pilotos         | Mike Conway Kamui Kobayashi José María López | Robin Frijns Ferdinand von Habsburg Charles Milesi   | James Calado Alessandro Pier Guidi | Alessio Rovera Nicklas Nielsen François Perrodo |
| 2021  | Equipas (Carro) | Toyota Gazoo Racing Toyota GR010 Hybrid      | Team WRT Oreca 07-Gibson                             | AF Corse Ferrari 488 GTE Evo       | AF Corse Ferrari 488 GTE Evo                    |
|       |                 |                                              |                                                      |                                    |                                                 |
| 2022  | Pilotos         | Brendon Hartley Ryo Hirakawa Sébastien Buemi | António Félix da Costa Roberto González Will Stevens | James Calado Alessandro Pier Guidi | Ben Keating Marco Sørensen                      |
| 2022  | Equipas (Carro) | Toyota Gazoo Racing Toyota GR010 Hybrid      | Jota Sport Oreca 07-Gibson                           | AF Corse Ferrari 488 GTE Evo       | TF Sport Aston Martin Vantage AMR               |

| Época | Campeão                              | Hypercar                                                         | LMP2                                     | LMGTE Am                                   |
| ----- | ------------------------------------ | ---------------------------------------------------------------- | ---------------------------------------- | ------------------------------------------ |
| 2023  | Pilotos (equipe)                     | Brendon Hartley Ryo Hirakawa Sébastien Buemi Toyota Gazoo Racing | Rui Andrade Louis Delétraz Robert Kubica | Ben Keating Nicky Catsburg Nicolás Varrone |
| 2023  | Construtor/equipe (Carro)            | Toyota/Toyota Gazoo Racing Toyota GR010 Hybrid                   | Team WRT Oreca 07-Gibson                 | Corvette Racing Chevrolet Corvette C8.R    |
| 2023  | World Cup for Hypercar Teams (Carro) | Hertz Team Jota #38 Porsche 963                                  | Team WRT Oreca 07-Gibson                 | Corvette Racing Chevrolet Corvette C8.R    |

| Época | Campeão                              | Hypercar                                                              | LMGT3                                                     |
| ----- | ------------------------------------ | --------------------------------------------------------------------- | --------------------------------------------------------- |
| 2024  | Pilotos (equipe)                     | André Lotterer Laurens Vanthoor Kévin Estre Porsche Penske Motorsport | Klaus Bachler Joel Sturm Alex Malykhin Manthey PureRxcing |
| 2024  | Construtor/equipe (Carro)            | Toyota/Toyota Gazoo Racing Toyota GR010 Hybrid                        | Porsche 911 GT3 R (992)                                   |
| 2024  | World Cup for Hypercar Teams (carro) | Hertz Team Jota #12 Porsche 963                                       | Porsche 911 GT3 R (992)                                   |